# Fear of the Dark (album)
Pour les articles homonymes, voir Fear of the Dark.
Albums de Iron Maiden
No Prayer for the Dying
(1990) A Real Live One
(1993)
Fear of the Dark est le neuvième album du groupe de heavy metal Iron Maiden, sorti le 11 mai 1992.

## L'album
Fear of the Dark est un des albums les plus populaires de la formation, le dernier avec Bruce Dickinson au chant puisqu'il quitte la formation en février 1993 (pour ne revenir qu'à la fin de l'année 1999). L'album atteint la première position des charts britanniques dès sa première semaine de diffusion, comme  en France au Multitop Nuggets.
La couverture de Fear of the Dark est la première à ne pas être conçue par l'illustrateur Derek Riggs. Bruce Dickinson déclare que trois artistes ont été sollicités que Melvyn Grant a été choisi pour la conception de la couverture. Il illustre ensuite le single The Reincarnation of Benjamin Breeg sur l'album A Matter of Life and Death sorti en 2006 puis The Final Frontier, le quinzième album studio du groupe.
La tournée de promotion de Fear of the Dark donne lieu à un double album live enregistré le 22 août 1992 lors du festival Monsters of Rock et intitulé Live at Donington ; il contient cinq titres live de l'album studio.
Sur l'album Maiden Heaven, un hommage de différents artistes (notamment Metallica, Dream Theater ou encore Machine Head) à Iron Maiden, les groupes anglais Fightstar ainsi que le groupe de Power metal allemand Van Canto reprennent la chanson Fear of the Dark.

## Liste des titres
| No | Titre                     | Auteur          | Durée |
| -- | ------------------------- | --------------- | ----- |
| 1. | Be Quick or Be Dead       | Dickinson, Gers | 3:24  |
| 2. | From Here to Eternity     | Harris          | 3:38  |
| 3. | Afraid to Shoot Strangers | Harris          | 6:56  |
| 4. | Fear Is the Key           | Dickinson, Gers | 5:35  |
| 5. | Childhood's End           | Harris          | 4:40  |
| 6. | Wasting Love              | Dickinson, Gers | 5:50  |

| No  | Titre             | Auteur            | Durée |
| --- | ----------------- | ----------------- | ----- |
| 7.  | The Fugitive      | Harris            | 4:54  |
| 8.  | Chains of Misery  | Dickinson, Murray | 3:37  |
| 9.  | The Apparition    | Harris, Gers      | 3:54  |
| 10. | Judas Be My Guide | Dickinson, Murray | 3:08  |
| 11. | Weekend Warrior   | Harris, Gers      | 5:39  |
| 12. | Fear of the Dark  | Harris            | 7:18  |

### Réédition 1995
| No | Titre                                                | Auteur                                                    | Durée |
| -- | ---------------------------------------------------- | --------------------------------------------------------- | ----- |
| 1. | Nodding Donkey Blues                                 | Steve Harris, Bruce Dickinson, Janick Gers, Nicko McBrain | 3:18  |
| 2. | Space Station No. 5 (reprise de Montrose)            | Sammy Hagar, Ronnie Montrose                              | 11:58 |
| 3. | I Can't See My Feelings (reprise de Budgie)          | Tony Bourge, Burke Shelley                                | 3:50  |
| 4. | Roll Over Vic Vella (parodie de Roll Over Beethoven) | Chuck Berry                                               | 4:48  |
| 5. | No Prayer for the Dying (live)                       | Steve Harris                                              | 4:23  |
| 6. | Public Enema Number One (live)                       | Steve Harris, Dave Murray                                 | 3:58  |
| 7. | Hooks in You (live)                                  | Bruce Dickinson, Adrian Smith                             | 3:44  |

### Réédition 1998
Lors de la réédition des albums du groupe en 1998, le groupe y a ajouté une section multimédia reprenant deux clips :
| No       | Titre                 | Auteur                       | Durée |
| -------- | --------------------- | ---------------------------- | ----- |
| Vidéo 1. | Be Quick or Be Dead   | Bruce Dickinson, Janick Gers |       |
| Vidéo 2. | From Here to Eternity | Steve Harris                 |       |

## Singles
1. Be Quick or Be Dead, 13 avril 1992. (Position de première semaine #2)
2. From Here to Eternity, 29 juin 1992. (Position de première semaine #21)
3. Wasting Love, 13 août 1992. (Position de première semaine #10)

## Musiciens
- Bruce Dickinson : chant
- Dave Murray : guitare
- Janick Gers : guitare
- Steve Harris : basse
- Nicko McBrain : batterie

## Charts
| Pays             | Chart                | Meilleure position | Nombre de semaines | Première entrée    | Réf    |
| ---------------- | -------------------- | ------------------ | ------------------ | ------------------ | ------ |
| Allemagne        | Media Control Charts | 23                 | 5                  | 25 mai 1992        | [ 4 ]  |
| Australie        | ARIA Charts          | 11                 | 9                  | 31 mai 1992        | [ 5 ]  |
| Autriche         | Ö3 Austria Top 40    | 8                  | 16                 | 31 mai 1992        | [ 6 ]  |
| États-Unis       | Billboard 200        | 12                 | 13                 | 30 mai 1992        | [ 7 ]  |
| Norvège          | VG-lista             | 6                  | 5                  | 22e semaine (1992) | [ 8 ]  |
| Nouvelle-Zélande | RIANZ                | 4                  | 7                  | 28 juin 1992       | [ 9 ]  |
| Pays-Bas         | Dutch Top 40         | 36                 | 11                 | 23 mai 1992        | [ 10 ] |
| Royaume-Uni      | UK Albums Chart      | 1                  | 5                  | 23 mai 1992        | [ 3 ]  |
| Suède            | Sverigetopplistan    | 8                  | 6                  | 27 mai 1992        | [ 11 ] |
| Suisse           | Swiss Music Charts   | 5                  | 15                 | 24 mai 1992        | [ 12 ] |